# مقدونيا (مستعمرة رومانية)
المقاطعة الرومانية مقدونيا ((باللاتينية: Provincia Macedoniae)، (باليونانية: Ἐπαρχία Μακεδονίας))  تأسست رسمياً في 146 ق.م، بعد أن هزم الجنرال الروماني كوينتوس كايسيليوس ميتيلوس (Quintus Caecilius Metellus Macedonicus)، آخر ملك ذاتي لمملكة مقدونيا القديمة - أندريسكوس المقدوني في عام 148 ق.م، وبعدما تم حل جمهوريات العملاء الأربعة («الحكم الرباعي») التي أنشأتها روما في المنطقة. أدرجت مقاطعة مقدونيا القديمة، مع إضافة إبيروس (Epirus (ancient state))، ثيساليا (Ancient Thessaly)، وأجزاء من إيليريا، بيونيا (Paeonia (kingdom)) وتراقيا. خلق هذا مساحة إدارية أكبر بكثير، والتي ما زال يطلق عليها اسم «مقدونيا». لم يتم تضمين الدردانيون، شمال بيونيا، لأنهم ساندوا الرومان في غزوهم لمقدونيا.